# Karl Goll
Karl Goll (* 23. April 1870 in Stuttgart; † 28. Dezember 1951 ebenda) war ein deutscher Kunstmaler.

## Leben
Karl Goll kam als zweites Kind des Ornamentenmalers Daniel Goll und dessen Ehefrau Katharine zur Welt. Er wuchs in Stuttgart in einem großbürgerlichen Milieu auf. Er besuchte das Realgymnasium und die Kunstgewerbeschule, an der sein Vater als Professor und Ornamentenlehrer wirkte. Seine weitere Ausbildung erhielt er am Polytechnikum bei Adolf Treidler, ab 1891 an der Stuttgarter Akademie. Seine Lehrer dort waren Claudius Schraudolph und Gustav Igler. Er unternahm wiederholt Studienreisen, zum Teil zusammen mit seinem Vater, zum Teil alleine, etwa 1892 ins Donautal, 1894 nach Bozen und Venedig, 1894/1895 nach Salzburg. 
Einige Jahre lebte Goll mit der Familie seiner Schwester, die mit dem Dekorationsmaler Ernst Fuchs verheiratet war, im elterlichen Haus am Wilhelmsplatz in Stuttgart und unterstützte seinen Schwager in dessen Atelier. Ab 1896 oder 1897 war er mit Anna Gauß liiert. 1898 und 1900 kamen die ersten Kinder zur Welt. Im Dezember 1900 heirateten Karl Goll und Anna Gauß. Der Verbindung entstammen insgesamt zehn Kinder, von denen vier Söhne und eine Tochter später selbst in Malerei und Kunstgewerbe tätig wurden.
Ab 1902 war Goll auf Ausstellungen vertreten, unter anderem 1907 im Stuttgarter Museum der Bildenden Künste. Der Durchbruch als Künstler und eine nachhaltige Anerkennung blieben ihm jedoch versagt. 1903/1904 unternahm er eine Studienreise nach Leipzig. Nach seinem Umzug in die Stuttgarter Aspergstraße 1911 kam er in Kontakt mit der Bahai-Gemeinde, die ihn seither nachhaltig beeinflusste.
Das Kunsthaus Schaller widmete Goll 1915 eine umfangreiche Sonderausstellung. Mit dem Tod seiner Frau 1918 fiel die Familie auseinander. Während die älteren Kinder selbständig wurden, wurden die jüngeren in die Familien von Freunden und Verwandten aufgenommen. Mit Unterstützung von Freunden konnte Goll nach dem Ersten Weltkrieg noch einmal eine Reise an den Bodensee unternehmen, wo vor allem Landschaftsskizzen und Zeichnungen entstanden. In den 1920er Jahren verzog er in die Seyfferstraße in Stuttgart-West und malte vor allem Auftragsarbeiten und Porträts. Unterstützt wurde er in dieser Zeit unter anderem durch den Kunstsammler Hugo Borst, der sich auch für die Gewährung eines Ehrensolds durch die Stadt Stuttgart einsetzte. 1934 widmete Schaller ihm eine zweite große Ausstellung. Die Zeit des Zweiten Weltkriegs verbrachte Goll bei einem seiner Söhne in Bregenz. Nach dem Krieg kehrte er nach Stuttgart zurück und starb in einem Pflegeheim in Stuttgart-Obertürkheim.